# 意大利麵
意大利粉（義大利語：Pasta），一种源自意大利的主食。在意语中，广义的一词的用法与中文的“麵”相似，都是泛指各种使用麵粉及水制成的麵类食品，但意大利面有時也會加入鸡蛋。狹義的意大利面则是特指用硬质的杜林小麦（英語：durum wheat）制成的麵类；另外也有一些意大利面使用其他原料制成，例如杂粮或豆粉。
意大利面种类繁多，其中最常见的是直麵，也就是在中文环境下最常见的意大利面。意大利面的种类有大有小，有粗有細（capellini），有条状的、管状的，也有其他形状。其他常见的种类包括通心粉、螺旋粉和千层麵等。也有将其他面食混入意大利面的说法，例如意大利饺及意大利馄饨。

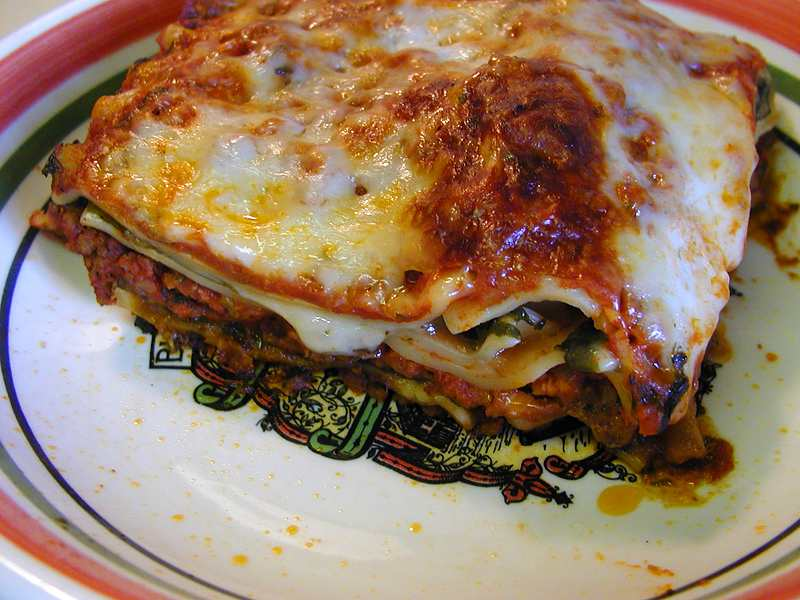
菠菜千層麵

意大利面主要分为鲜麵（英語：fresh pasta）和干面（英語：dried pasta）两个大类，其中汉语区以机器壓製并烘干的干面最为常见；鲜意大利面则多为手工制作，有时也会借助简单的器械或模具来生产。作为一种主要的主食，意大利面除了意大利外，在歐洲乃至世界各地都高度普及。意大利面食的烹饪方法分为三大类，其中包括将面煮熟并配上酱汁食用，将麵加进汤类料理之中或者使用烤箱烤製。

## 词源及释义
在中文中，意大利面顾名思义指来自意大利的面食。
在意大利语中，一词来自拉丁语，其在拉丁语中意为“面团”。其最初的来源则是希腊语（羅馬化：pastá，直译：「大麦粥」）。一词首次出现在英语中是1874年。在英语中，一词的词源与（酱）或（麵點）相近。上述的三个词汇在法语中均是。

## 歷史
最初的義大利麵可追溯至公元5世纪犹太教经典《塔木德》中关于面食的记载。根據西元十二世紀的文獻Tabula Rogeriana記載，義大利麵當時已流行於西西里島。
一般說法有以下幾種:
1. 西元前一世紀，赫拉斯就曾經在其著作中提及:Lagana, a kind of oven baked dough.(Lagana,是一種經由烤箱烘烤過的麵團)
2. 根據史學家Charles Perry[來源請求]的研究，西元五世紀時阿拉伯人便有關於麵食的文獻記載。

這幾項記載中所提及的麵食，都與今日義大利所著名的意式麵食pasta型態不同，因此很難直接認定何者為義大利麵食的起源。
一直到西元十四、十五世紀時，義大利麵的發展進入乾燥保存的階段，使人們航行時得以長期保存。经过一世紀以後，義大利麵逐漸在世界被介紹得知。
而意式麵食與蕃茄醬的結合則是到了公元1790年时，第一份關於番茄醬的烹飪書問世之後才開始這項新的吃法。在此之前，義大利麵是以乾麵的形式，並以手指食用的。
喜好美食的義大利人針對義大利麵的作法进行了各種設計，讓義大利麵成為今日做法最多樣化的西式麵食之一。
義大利麵是義大利的代表性美食。

## 製作
一般來說，意式麵食都會用一種稱為杜林（Durum）的小麥粉製成。

## 烹調方法

### 準備
通常在烹調前，都會先將熱水加熱至沸騰，再將麵食放進熱水裡。煮麵時需不斷攪拌鍋裡的麵，避免沾鍋；當麵煮至軟硬適中，即可撈起食用。不可在煮麵之前將義大利麵折斷，因为在義大利人看来，折断義大利麵，是对制造者的侮辱，他们花了几十年改良義大利麵，让它们的长度、粗细刚刚好可以挾帶足够的酱汁。

### 食用方法

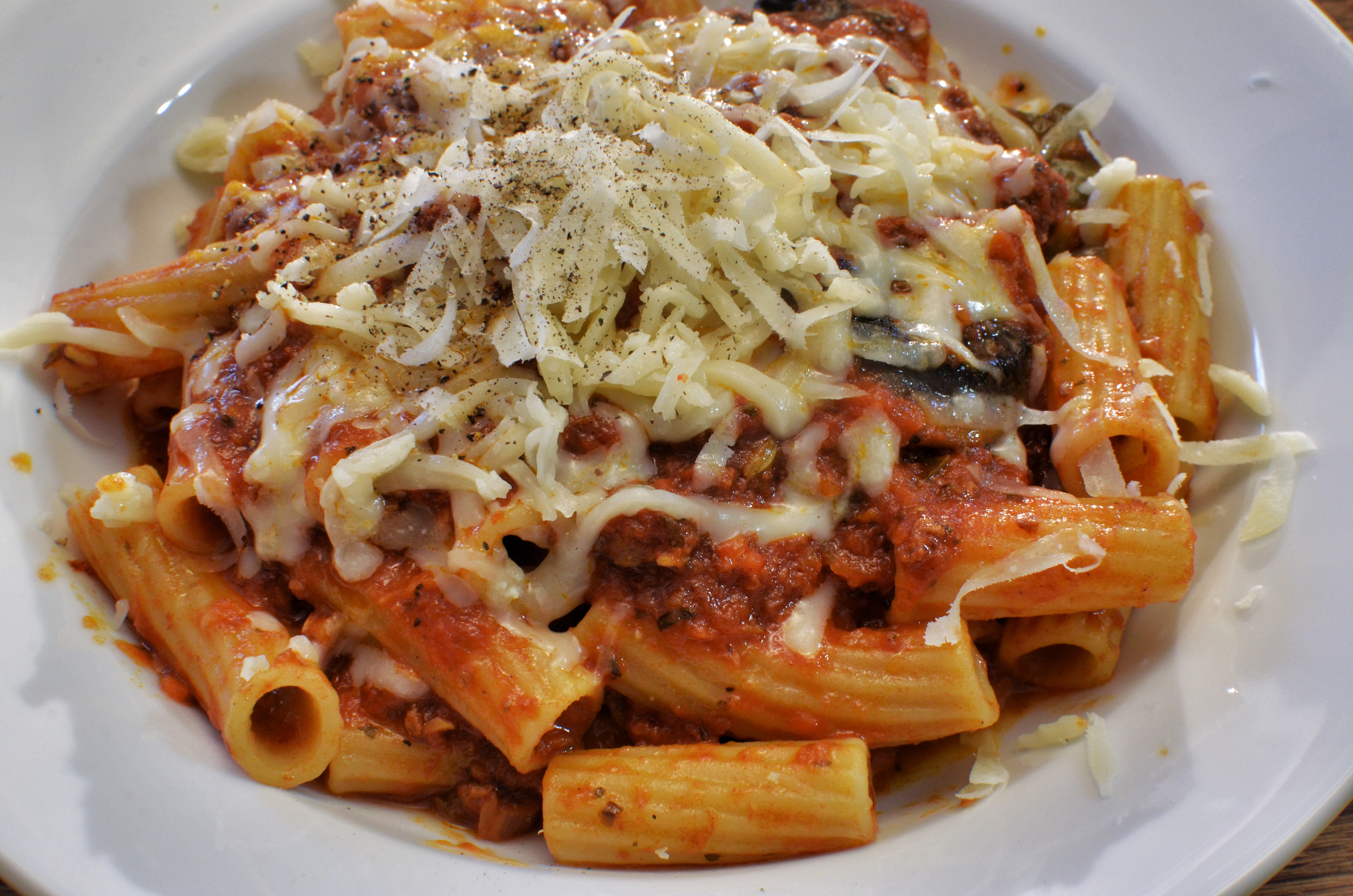
一盤意式麵食

意大利麵通常與肉類或調味料一起吃。一般會把配料與麵食分開來煮，待配料煮好，才把準備好的麵食放進配料內。如今很多比較大型的超級市場，例如沃尔玛或是山姆會員商店都會售賣即食的意大利麵醬料，基本分為瓶裝或袋裝。
常見的醬料有青醬、紅醬、白醬、意式肉醬，亦有地區性獨特的方式，如波蘭的草莓義大利麵（makaron z truskawkami）便是加入糖、或奶酪。

## 种类
以下為部份意式麵食的列表：

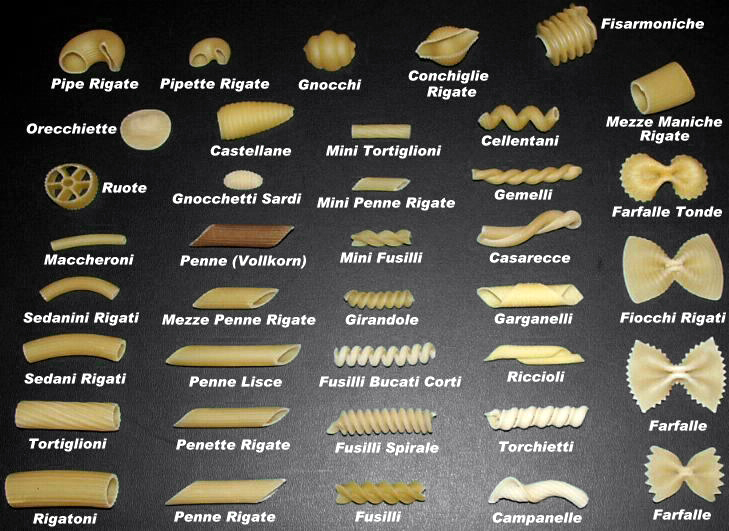
各種意式麵食圖示

- 意大利麵條（Spaghetti）：最常見的圓形、長而粗的直麵，据了全球2/3的意大利面销售量。
- 天使麵（Capellini）
- 通心粉：Maccheroni、Cannolicchi medi、Rigatoni, 弯肘通心粉和笔管面等。
- 斜管麵（水管麵、長通粉）（Penne）
- 紡錘粉：Fusilli 空心螺管，类似于传统方便面的形状、Gemelli 用两根线交缠在一起，类似于拧麻花。
- 雙子粉（Gemelli）
- 螺絲粉（Rotini）
- 千層麵（Lasagna）
- 意式扁麵條（Linguine）
- 加乃隆（cannelloni）
- 車輪麵 （Rotelle）
- 米粒麵 （Orzo）
- 蝴蝶麵： Farfalle、Francesine
- 字母麵 Alfabeto
- 貝殼麵 Conchigliette、Conchiglioni（更大型）
- 波形麵（暖氣片麵） Quadrefiore
- 造型麵，車輪麵： Gianduietta、Ruotine、Spighe（樹葉麵）

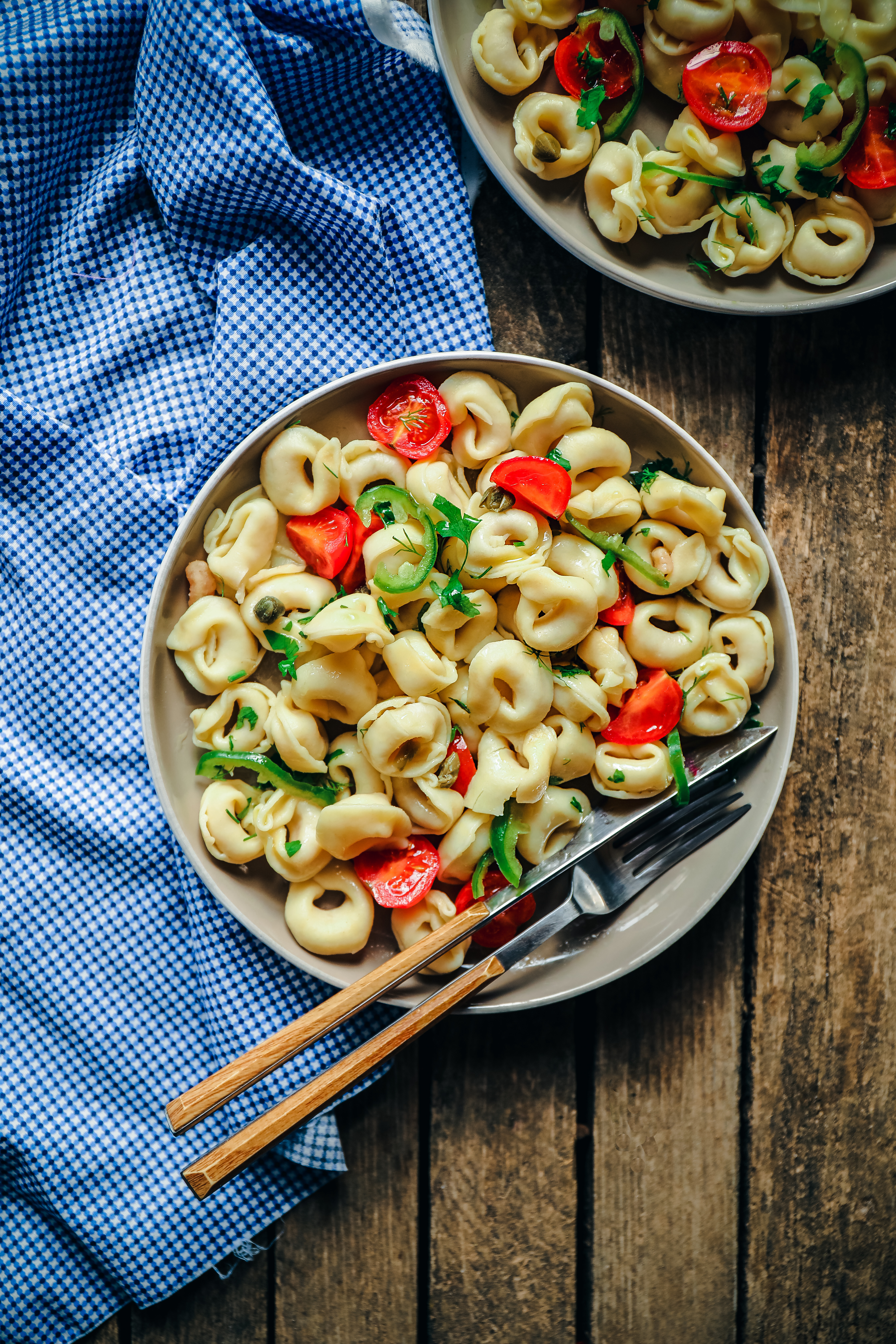
意大利馄炖

- 意大利馄炖義大利餛飩： tortellini
- 帶中央線段的螺旋麵： Trottole
- Radiatori
- 飛碟麵 Dischi
- 寬條麵 Fettuccine